# Pio Del Gaudio
Pio Del Gaudio (Caserta, 24 aprile 1967) è un politico italiano.

## Biografia
Di professione commercialista, è entrato in politica nelle file di Alleanza Nazionale, risultando eletto consigliere comunale a Caserta alle amministrative del 1997, e di nuovo a quelle del 2002, ricoprendo anche la carica di assessore nella seconda giunta presieduta da Luigi Falco. Nel 2006 è ancora eletto in consiglio comunale.
Si candida a sindaco di Caserta alle elezioni comunali del 2011, sostenuto dal Popolo della Libertà, Unione di Centro, Nuovo PSI, Movimento per le Autonomie e liste civiche. Viene eletto sindaco al primo turno con il 52,64% dei voti, superando il candidato del centro-sinistra Carlo Marino.
Una crisi interna al consiglio comunale ha comportato le dimissioni di diciotto consiglieri, concludendosi con lo scioglimento del consiglio e la decadenza di Del Gaudio il 3 giugno 2015.
Dopo aver lasciato Forza Italia, si ricandida a sindaco alle comunali del 2021 sostenuto questa volta non dal centro-destra ma da sette liste civiche, Rinascimento e Partito Repubblicano Italiano; raccogliendo il 12,97% e non accedendo al ballottaggio. 